# Abbaye Notre-Dame de l'Atlas
L'abbaye Notre-Dame de l'Atlas est un monastère de cisterciens-trappistes, fondé le 7 mars 1938 à Tibhirine, près de Médéa, en Algérie. En 1996, sept moines furent enlevés du monastère, lors de la guerre civile algérienne, et assassinés. À la suite de ces événements, les moines cisterciens se replient au Maroc, tout d'abord à Fès, puis s'installent à Midelt en 2000. Le monastère Notre-Dame de l'Atlas y est aujourd'hui établi,.
Le film Des hommes et des dieux, sorti en 2010, retrace les événements ayant conduit à leur assassinat.

## Histoire

### Fondation
En 1843, des moines cisterciens-trappistes de l'abbaye Notre-Dame d'Aiguebelle fondent une abbaye à Staouëli, en Algérie, en vue de former la population aux techniques agraires modernes. L'abbaye de Staouëli, et son exploitation agricole, se développent rapidement. Mais en 1904, les moines quittent le pays en raison de difficultés à rentabiliser le domaine et par crainte de la loi française sur les associations, votée en 1901, qui limite les droits des congrégations religieuses,,,.
En 1933-1934, des moines trappistes de l'abbaye Notre-Dame de Délivrance (Rajhenburg, Slovénie), se rendent en Algérie,,,. Les moines gagnent Fort Alger en passant par différentes abbayes, Notre-Dame-des-Dombes et Notre-Dame-d'Aiguebelle. Parmi eux on peut citer, le Père Marcel (né à Taisey qui fait partie de Saint-Rémy, en Saône-et-Loire, en 1868) et le Père Berchmans (Joseph Baillet) et son frère le Père Benoît (Stanislas Baillet). La communauté vit dans un refuge monastique à Ouled-Trift, qui est ensuite transféré, en 1935, à Ben-Chicao, à 20 km de Médéa et à 100 km au sud d'Alger, dans le massif montagneux de l'Atlas,.
En 1938, l'abbaye Notre-Dame d'Aiguebelle devient l'abbaye mère de cette communauté,. Les moines fondent le monastère Notre-Dame de l'Atlas, le 7 mars 1938, près du village de Lodi fondé par des colons en 1848, dans le domaine agricole de Tibhirine, devenu Tibhirine après 1962 (Tibhirine signifie « jardins » en berbère et plus précisément « jardin potager » : ce nom évoque les « jardins en escaliers » autour du monastère, irrigués par un bassin). C'est une grande maison de campagne, une ferme, qui est dominée par la Forêt de Tibhirine. La communauté compte tout d'abord treize moines dont quelques-uns étaient déjà présents à Staouëli.
La grande croix de la fondation fut érigée dans le préau le 7 mars 1938 en la fête des Saintes Félicité et Perpétue. Le 17 août 1939, les frères Céléstin et Eugène, du monastère de Tibhirine, vont chercher dans le cimetière de l'ancienne abbaye de Staouëli une grande statue de la Vierge. Celle-ci est représentée enceinte, surmontant un croissant de lune, la tête couronnée de douze étoiles (Vierge de l'Apocalypse). Ils la ramènent à Tibhirine et la fixent au rocher Abd el-Kader, dans la montagne, où elle est bénie le 8 septembre, fête de la Naissance de la Vierge. Ils sont vingt en 1939 et vivent principalement de la vente des produits de la vigne.
Le monastère reçoit le statut d'abbaye le 26 septembre 1947. Le premier abbé en est dom Bernard Barbaroux, ancien abbé de Maguzzano : il reçoit la bénédiction abbatiale le treize octobre, avec la crosse abbatiale de l'abbaye de Staouëli, datée de 1856, ce qui exprime la filiation directe de la nouvelle Trappe. Amédée Noto et un autre novice prononcent ensuite leurs vœux. Pendant la guerre, les habitants du Tamesguida descendent de la montagne par crainte des troubles et s'installent peu à peu aux alentours et sous la protection du monastère, ce qui contribue au développement du village de Tibhirine. Les moines sont une trentaine en 1951 et environ vingt-cinq ensuite, c'est-à-dire bien moins qu'à Staouëli.

### De 1958 aux années 1980

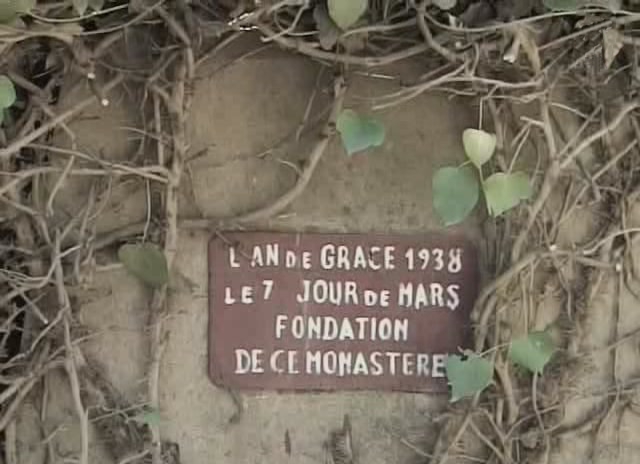
Monastère de Tibhirine.

En 1958, lors de la guerre d'Algérie, le monastère est perquisitionné par des fellaghas. En 1959, frère Luc, le médecin du monastère, est enlevé par le FLN avec un autre moine. Ils sont libérés quelques jours plus tard. En 1962, il ne reste que quelques moines. Après l’indépendance de l’Algérie, la fermeture du monastère est envisagée par les moines,, mais le décès de l'abbé général de l'ordre cistercien de la stricte observance, Dom Gabriel Sortais, le soir même de la signature du décret de fermeture du monastère, suspend la décision. Mgr Léon-Étienne Duval, évêque d’Alger, demande alors aux responsables de l’ordre de maintenir une communauté monastique à Tibhirine,. Un nouvel abbé, Ignace Gillet, renforce la communauté. Huit nouveaux frères, issus des monastères de Timadeuc et d’Aiguebelle, arrivent en 1964. Les autorités algériennes exigent toutefois que les moines ne soient pas plus de douze.
La vie du monastère prend une tournure peu commune, marquée par une absence de rancune envers les musulmans, et au contraire, par un grand désir de se connaître mutuellement. La prière rythme les journées du monastère, qui vit en paix avec le village voisin.
La ferme et les terres attenantes à l'abbaye (374 hectares) sont nationalisées en 1976. Les moines gardent 17 hectares dont 12 hectares de terrains cultivables. Ils créent, avec des villageois, une coopérative agricole pour cultiver ces terres ensemble. En 1978, le prieur est le père Jean de la Croix Przyluski, ancien abbé d'Aiguebelle. D'origine polonaise, il se montre inquiet de la place que prend l'islam dans la vie de l'abbaye et craint avec certains frères que Christian ne devienne abbé et donne libre cours à sa tendance islamophile. L'abbé exige alors que les cours d'islamologie se fassent désormais à l'hôtellerie c'est-à-dire en dehors du chapitre : malgré cela, Christian est élu abbé, supérieur de onze moines, le 31 mars 1984, après un vote à bulletins secrets.
En 1984, les moines renoncent au statut d'abbaye pour devenir un prieuré autonome. Le prieur est alors Christian de Chergé,. Le 26 janvier 1988 à la demande de Mgr Hubert Michon, archevêque de Rabat, le prieuré Notre-Dame de l'Atlas fonde un monastère annexe au Maroc, près de Fès-Bathat. Les moines occupent l'ancien « hôtel Bellevue », où se trouvaient auparavant les Petites Sœurs de Jésus. Cette communauté de Fès, dépend également de l'abbaye française d'Aiguebelle.

## Liste des supérieurs
- Robert Kukovicic (23/03/1934 - 14/12/1936) ;
- Benoît Baillet (14/12/1936 - 07/03/1938) ;
- Robert Pierre (07/03/1938 - 22/07/1939 (v. 28) ;
- Jean-Marie Fricker (22/07/1939 - 10/10/1947) ;
- Bernard Barbaroux, abbé (10/10/1947 - 14/09/1951) ;
- Jeam-Marie Fricker (2), abbé (02/10/1951 - 11/06/1962) ;
- Robert Pierre, sup. ad nutum (24/06/1962 - 07/08/1964) ;
- Étienne Beckert, sup. interim (7/08/1964 - 10/12/1964) ;
- Étienne Desroches, sup. ad nutum (10/12/1964 - 16/11/1966) ;
- François de Sales Dietsch, sup. ad nutum (16/11/1966 - 20/02/1968) ;
- Jean Tyszkiewiez, sup. ad nutum (20/02/1968 - 02/10/1970 (v. 7) ;
- Dominique Limbert, sup. ad nutum (02/10/1970 - 04/1973) ;
- Aubin Le Mouillour, sup. ad nutum (05/1973 - 1974) ;
- Jean-Baptiste Bruneau, sup. ad nutum (1974 - 06/10/1978) ;
- Jean de la Croix Przyluski, sup. ad nutum (06/10/1978 - 31/03/1984 (22+7)) ;
- Christian de Chergé, prieur tit. (31/03/1984 - 23/05/1996) ;
- Jean-Pierre Schumacher, sup. ad nutum (05/1996 - 18/09/1997), prieur tit. (18/09/1997) ;
- Jean-Pierre Flachaire, prieur tit. (31/01/1998)[21].

## Une région montagneuse et agricole

### Panorama sur la montagne
Le premier étage de l'abbaye était utilisé seulement pour les grandes occasions. Il présentait une vue panoramique sur Tamesguida, ce qui signifie « montagne de feu », qui avait abrité des bandits et des rebelles, et le Chréa. Cette partie de l'abbaye constituait un luxe gênant aux yeux du prieur, qui souhaitait que tout cela disparaisse un jour.
« Les deux fiefs montagneux, Tamezguida et Chréa, semblent encore lorgner le monastère, posé sur un mont de moindre hauteur, mais dominé par de vastes espaces verdoyants. D’où que vous regardez, votre œil se posera sur grandeur et majesté et vous ne ressentirez, alors, que la petitesse et l’insignifiance de la personne humaine dans le processus naturel et l’évolution des choses. Le sol reverdi et la luxuriance des bois et fourrés annonce un hiver moins rude que les précédents. Romarin, menthe, luzerne, coriandre, origan, laurier, menthe pouliot et thym embellissent les coteaux et emplissent l’air d’effluves à nul autre pareil »
— Fayçal Oukaci, Les jardins suspendus de Tibhirine.

### Les Jardins

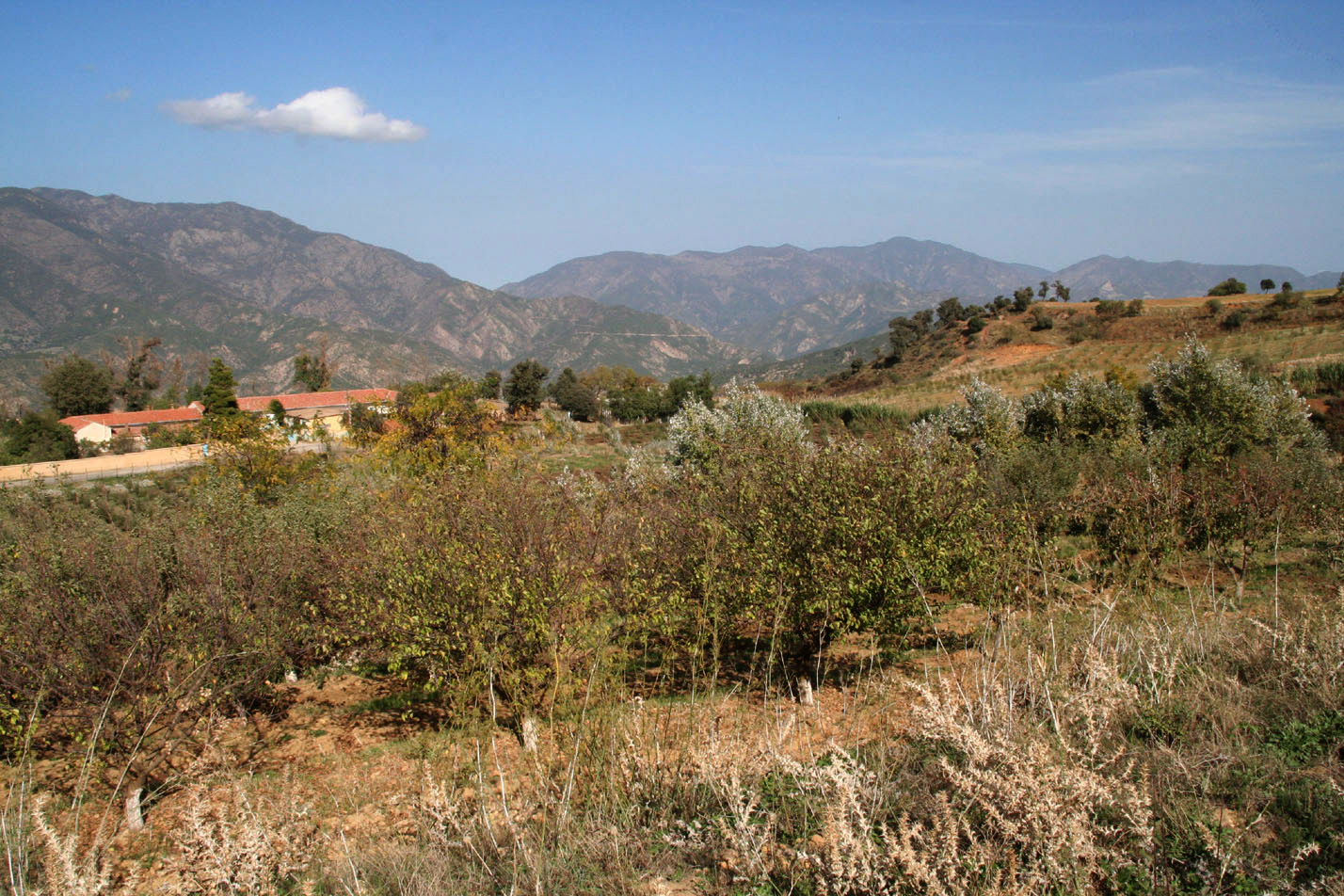
Les montagnes, les champs et les oliviers devant l'abbaye.

Les moines exploitèrent ensemble les sept hectares du domaine agricole ; frère Christophe en était l'agriculteur. Le monastère était environné de jardins. Ceux-ci étaient très accueillants. Dans l'un d'eux, les moines avaient taillé une table ronde et des sièges dans la roche de la région. Dans un autre, une table ronde et trois sièges étaient faits du tronc et des branches d’un eucalyptus. Certains arbres du jardins sont centenaires. Dans la partie la plus à l’est du monastère, se trouvait une retenue d'eau et des jardins en escalier. Les villageois pouvaient avoir accès aux cultures des moines : les légumes cultivés par frère Christophe (tomates, courgettes, pommes de terre, fèves, haricots, petits pois, endives, piment, salades et choux-fleurs), les fruits provenant de 2 500 arbres fruitiers, répartis sur cinq hectares, vendus au marché ainsi que leurs confitures : figues, prunes, cerises, kakis, mûres, rhubarbe etc. Le miel des abeilles, qu'on trouvait en grande abondance, leur servait aussi aux soins des malades, tout ceci était l'héritage de la Trappe de Staouëli, abbaye pilote et ferme modèle de la fin du XIXe siècle.

## Les moines de Tibhirine en 1996

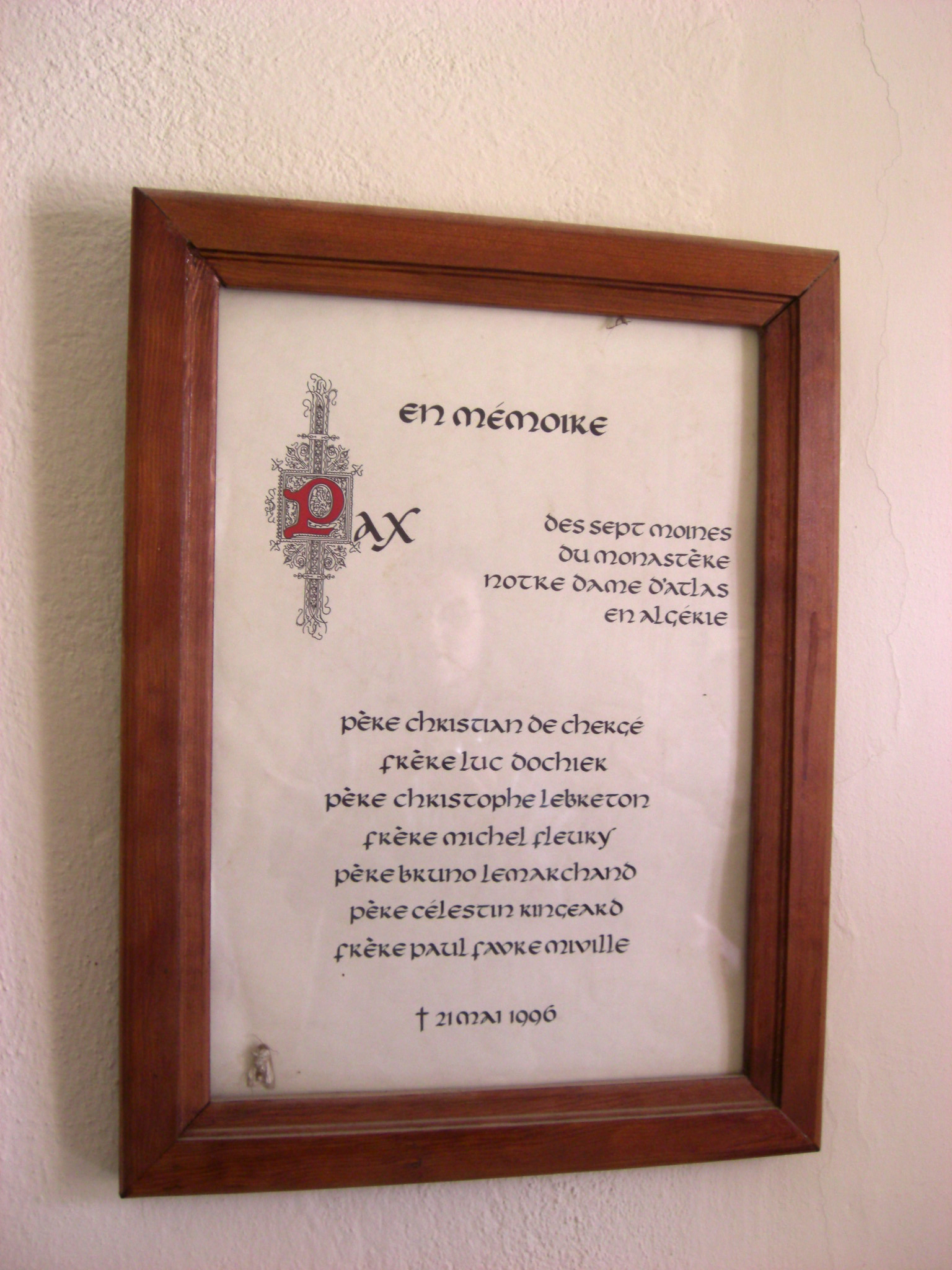
In memoriam, Notre-Dame de l'Atlas, Midelt, Maroc.

En 1996, on trouve à Tibhirine neuf moines vivant les vœux monastiques (pauvreté, chasteté et obéissance) de la règle cistercienne.
- Père Christian de Chergé, est ordonné prêtre en l'église Saint-Sulpice de Paris en 1964. Arrivé en 1971 à Tibhirine, il est prieur de la communauté depuis 1984. En tant que supérieur, une de ses attributions était d'enseigner la communauté, à travers ce que le langage monastique appelle les "chapitres": de courts enseignements spirituels, appuyés sur le chapitre du jour de la Règle de saint Benoît, ou sur d'autre thèmes. Les recueils de ces chapitres forment une sorte de journal de bord des réflexions et méditations quotidiennes au monastère. Il était l'âme du groupe d'échange sur la spiritualité musulmane, le Ribât el Salâm.
- Père Bruno (Christian Lemarchand) naît le 1er mars 1930 à Saint-Maixent-l'École (Deux-Sèvres). Ayant un père officier, il passe son enfance en Indochine puis en Algérie. De la troisième à la terminale, il est pensionnaire chez les religieux marianistes à La Rochelle.Il devint prêtre séculier le 2 avril 1956. Il fait, entre 1956 et 1980, une carrière d’enseignant, en tant que professeur de français et supérieur du collège Saint-Charles de Thouars. Il entre au monastère de Bellefontaine en 1981. Arrivé à Tibhirine en 1989, il devient supérieur de la maison-annexe de Tibhirine à Fès, au Maroc. Il confia un jour : « Ma prière ici est devenue gratuite pour rejoindre celle de mes frères et sœurs musulmans. Mon seul but est de mettre la prière de Jésus en cette terre dans l’esprit du Père de Foucauld »[24]. Il se trouvait par hasard à Tibhirine le jour de l'enlèvement, car l'on préparait l'élection du nouveau prieur de Thibirine à la fin du mois. Sa profession solennelle : « Me voici devant vous, ô mon Dieu… Me voici, riche de misère et de pauvreté, et d'une lâcheté sans nom. Me voici devant Vous, qui n'êtes qu'Amour et Miséricorde ».
- Père Célestin Ringeard[Note 4] naît le 27 juillet 1933 à Touvois (Loire-Atlantique). Il fait son service militaire en Algérie puis devient, en 1960, prêtre éducateur de rue dans le diocèse de Nantes. Il s'occupe de marginaux, de prostituées, d'alcooliques, et de laissés-pour-compte. Il entre au monastère de Bellefontaine en 1983 et rejoint Tibhirine en 1987. Il fait sa profession solennelle le 1er mai 1989. C'était le frère hôtelier. Organiste, il avait la fonction de chantre auprès des moines. De caractère sensible, après la visite de membres du Groupe islamique armé, à Noël 1993, il fut opéré du cœur.
- Frère Michel Fleury naît le 21 mai 1944 à Sainte-Anne-sur-Brivet (Loire-Atlantique)[25]. Il est d'abord frère du Prado et travaille à Marseille pendant dix ans comme ouvrier fraiseur et comme docker. Il entre au monastère de Bellefontaine (Maine-et-Loire) en 1980, puis part en Algérie à Tibhirine en 1984[26].
- Frère Luc (Paul Dochier), surnommé le toubib, médecin et doyen de la communauté, naît le 31 janvier 1914, à Bourg-de-Péage (Drôme) dans une famille bourgeoise pieuse de trois enfants. Il entre à l’abbaye d'Aiguebelle en 1941, après son internat de médecine à l’hôpital de Grange-Blanche à Lyon, puis il part comme médecin volontaire pour l'Allemagne auprès des prisonniers de guerre, se constituant lui-même prisonnier à la place d'un père de famille. Libéré par les Américains en 1945, il part pour Tibhirine en 1946. En 1959, il est enlevé, avec un frère italien, le frère Matthieu, par des maquisards du FLN qui le libèrent lorsqu'ils le reconnaissent, car il était un médecin très aimé de la population. Vêtu d'une taguia et de pantoufles, il était considéré comme un saint homme, une sorte de marabout, par les Algériens. Devenu leur confident et leur médecin, il soignait tout le monde, quelles que soient la religion ou la tendance politique. De nombreuses orphelines et jeunes filles en difficulté reçurent son secours, certaines étaient pour lui des filles adoptives et venaient parfois le voir, telle Fatima, un soir de Noël. Marthe Robin à laquelle il avait rendu visite, lui avait prédit qu'il ne manquerait jamais de médicaments, ce qui fut effectivement le cas, après de nombreuses prières réclamant son intercession, en 1995 : ils arrivaient en provenance de Suisse, de France et d'Allemagne[27]. Il s’occupait aussi de la cuisine[28]. Il tint jusqu'à la fin à son statut de frère convers et ne participait pas à tous les offices. De même il ne participait par obéissance aux chapitres que s'il y était spécialement convié. Il assistait à la messe quotidienne au fond de la chapelle et non dans le chœur comme les Pères.
- Frère Paul Favre-Miville, fils d'un forgeron, naît le 17 avril 1939, à Vinzier (Haute-Savoie), et entre à l'abbaye Notre-Dame de Tamié en 1984. Dans une lettre à ses amis, il explique son choix. Pour lui, la vocation monastique est celle d'un « pécheur rejoignant une communauté de pécheurs qui sont confiants dans la Miséricorde divine, qui s'efforcent de reconnaître leurs faiblesses devant leurs frères et s'entraidant en portant les fardeaux les uns des autres… »[29] Il part pour Tibhirine en 1989[30],[25]. Il fut, avant de devenir moine, parachutiste en Algérie pendant son service militaire (sous-lieutenant appelé du 8e régiment parachutiste d'infanterie de marine) de 1959 jusqu'en 1961[31], puis pompier dans son village de Bonnevaux. Ayant été également plombier, il entretient le système d'irrigation du jardin de Tibhirine.
- Père Christophe Lebreton naît le 11 octobre 1950 à Blois (Loir-et-Cher) dans une famille bourgeoise de douze enfants, et passe deux ans, de 1972 à 1974, en Algérie à titre de coopérant, dans un centre pour jeunes handicapés. Il y découvre le monastère de Tibhirine. Étant entré à l'abbaye Notre-Dame de Tamié en Savoie en 1974, il arriva à Tibhirine le 23 avril 1976. Il y reste jusqu’au 11 novembre 1977 puis repart pour Tamié, et revient à Tibhirine en 1987. Il avait des talents de poète, et de très bonnes relations avec les gens du village. Il était l'agriculteur du monastère. Frère Christophe tenait un journal quotidien. Il fut ordonné prêtre en 1990.
- Père Jean-Pierre Schumacher naît le 14 février 1924 en Lorraine, dans une famille ouvrière catholique de six enfants. À l'âge de dix-huit ans, il est enrôlé dans la Wehrmacht et échappe à l'envoi sur le front russe grâce à un faux diagnostic de tuberculose lors de la visite médicale militaire. Il fait ses études chez les pères maristes, et est ordonné prêtre en 1953. Il entre ensuite à l'abbaye Notre-Dame de Timadeuc, en 1957. En 1964, grâce à une demande de l'évêque d'Alger, il est envoyé, avec trois autres moines de Timadeuc, à Tibhirine. Il faisait souvent les courses du monastère. Le 21 mai 1996, Jean-Pierre est le seul survivant avec le P. Amédée. Il est alors nommé, à Fès, « supérieur ad nutum », le jour de la mort des sept frères, connue cinq jours plus tard. Le 18 septembre 1997 il devient par élection, le successeur de Christian de Chergé[32],[33]. Il décède le 21 novembre 2021 à Midelt.
- Père Amédée, né Jean Noto, naît le 17 octobre 1920, à Alger. Il est Père blanc, puis devient moine trappiste. Il entre au monastère de Tibhirine en 1946, et est ordonné prêtre en 1952. Il donne des cours aux enfants en difficulté du voisinage. Les villageois l'appellent « cheikh Amédée ». Après l'assassinat de ses frères en 1996, il s'installe à Alger tout en séjournant de temps à autre à Midelt. Il meurt en France alors qu'il s'y fait soigner, le 27 juillet 2008[34].
- De plus Robert Fouquez, un prêtre ermite, non directement attaché à la communauté vivait dans les alentours et s'était installé à l'hôtellerie, depuis que son ermitage avait été incendié.

## Vie quotidienne et spiritualité des moines

### Règle de saint Benoît
La vie des moines cisterciens de la Trappe Notre-Dame-de-l'Atlas est réglée par la règle de saint Benoît. La lecture de cette règle est quotidienne car, pour un moine, elle traduit le véritable esprit de l'Évangile. La devise « Ora et Labora » (prie et travaille) est ainsi vécue chaque jour avec fidélité.

#### Prière
La prière s'exprime dans les heures monastiques de l'office divin : de jour comme de nuit, les moines chantent des psaumes, des hymnes et des antiennes. Le matin, matines, et laudes, le soir, vêpres, et complies sont les principaux offices. Ensuite la messe et l'oraison silencieuse, la Lectio Divina. Chaque matin les moines se réunissent en chapitres afin d'échanger les nouvelles, commenter l'actualité, se concerter, faire une répétition de chant ou discuter de la liturgie monastique.
Horaires de la Trappe affichés dans le monastère :
- 3 h 45 lever/vigiles (à 4 h), oraison, lectio divina, petit déjeuner en libre-service ;
- 7 h 30 : laudes (puis vaisselle ; tierce au chapitre, minichapitre ; travail, lectio divina) ;
- 10 h : eucharistie concélébrée (sauf le jeudi) ;
- 12 h 30, le jeudi, sexte à la chapelle ;
- vers 13 h : repas (après l'angelus) ; vaisselle ;
- 14 h 30 : none, travail ;
- 17 h 30 : vêpres, oraison à lectio ;
- 18 h, le jeudi : eucharistie et vêpres intégrées ;
- 18 h 45 : repas, chapitre ;
- 18 h 45, le jeudi : exposition du Saint-Sacrement et adoration libre ;
- 20 h environ : complies, angelus du soir, repos[35].

#### Travail dans la vie monastique

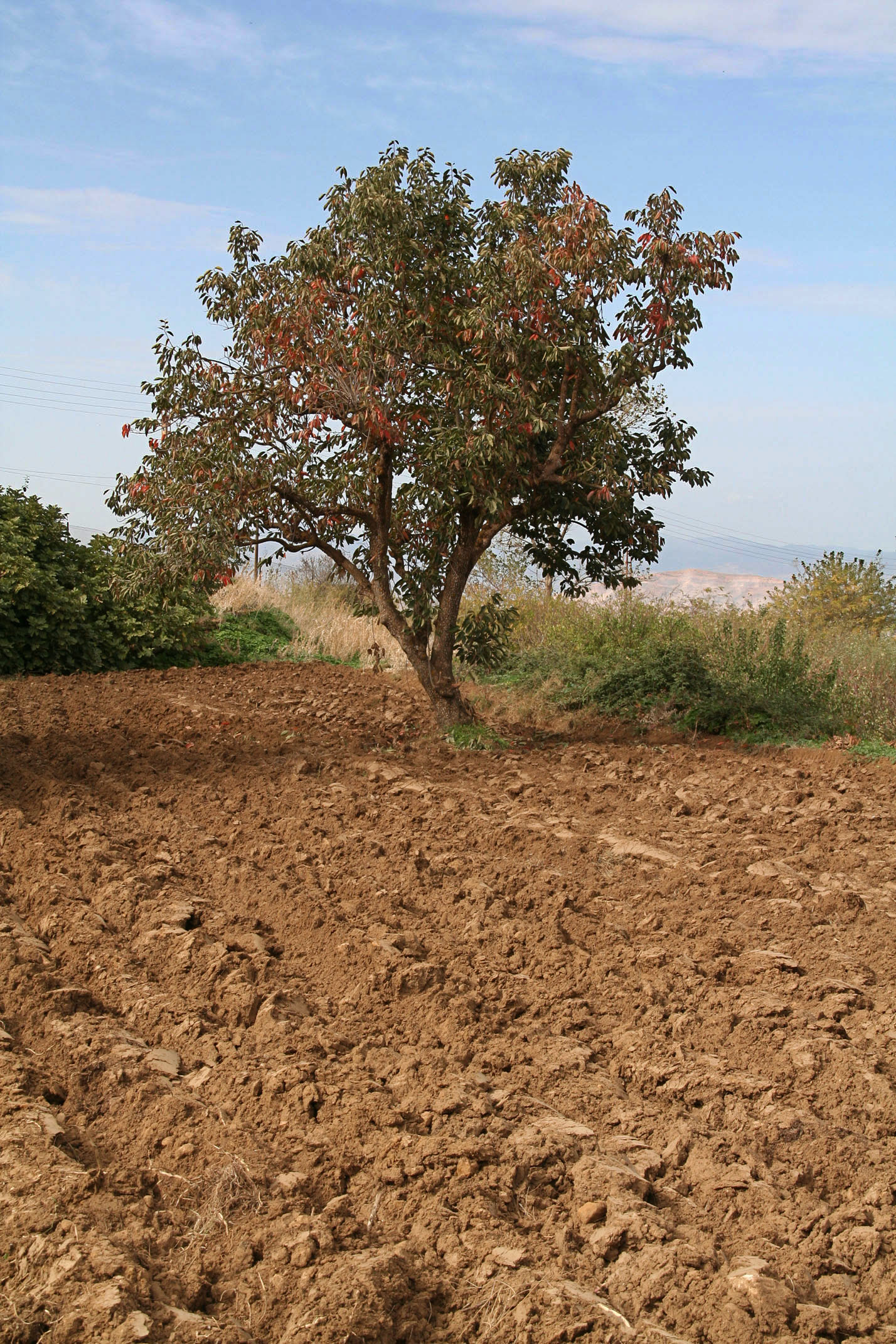
Un arbre dans les champs du monastère.

Les moines de Tibhirine vivent de leur travail agricole (leur domaine fait 12 hectares) : frère Christophe était l'agriculteur du monastère et partait chaque matin au travail. En outre, frère Amédée donnait des cours aux enfants du village et frère Luc tenait une consultation médicale dans le dispensaire du monastère. Les tâches les plus humbles sont les plus estimées, comme la cuisine, le ménage ou la lessive. La vie des moines reposait sur sept piliers évangéliques : célibat, prière, hospitalité, locaux (l'abbaye), travail, église locale, entraide. L'abbaye a enfin, selon la tradition monastique bénédictine, une hôtellerie qui accueillait les visiteurs désirant se ressourcer.

### Amour fraternel, vie et raison d'être du monastère
« Nos frères étaient le visage, le cœur, les mains de Jésus pour des musulmans, nos voisins, nos hôtes, nos frères »
— Mgr Henri Teissier
L'accent est mis à Tibhirine sur l'Amour de Dieu et fraternel : le père de Chergé relate cette histoire des pères du désert, qu'un moine rendit visite à saint Antoine lui disant que sa règle monastique était moins austère que la sienne : pourquoi donc était il plus célèbre que lui. Et Antoine répondit : « c'est que j'aime Dieu plus que toi ». Ainsi à Tibhrine l'accent était mis non sur l'ascétisme, mais sur l'Amour de Dieu et du prochain, jusqu'à la mort.
On trouve dès le début, à son arrivée à Tibhirine, dans ses notes, sous la plume de frère Christian, lorsqu'il relate sa « Nuit de feu », des accents semblables à celui de l'hymne si célèbre à la charité de saint Paul dans l'épître aux Corinthiens : « Les trois demeurent : la foi, l’espérance et la charité. Mais la charité est la plus grande. » (I Co 13, 1-7.) :
« C'est toi qui t'élances. J'accueille.
Je ne demande pas la richesse ; je ne demande pas la puissance ni les honneurs… Je ne demande que l'Amour qui vient de toi… Rien n'est aimable en dehors de Toi, et rien ne peut aimer sans Toi. Je veux T'aimer en tout. L'Amour est la source et l'œil de la religion. L'Amour est la joyeuse consolation de la foi. »
— Christian de Chergé ,  « Nuit de Feu »

### Chapitres de Tibhirine
Les moines de Tibhirine se réunissaient tous les matins en chapitre pour commenter l'actualité, échanger les nouvelles, faire des répétitions de chant ou de liturgie. Cela constituait ce que Christian de Chergé appelait des « mini-séries ». La règle de saint Benoît y est commentée en profondeur. À partir de 1986, Le père Christian de Chergé prit en notes, d'une petite écriture serrée et très lisible, sur de grande feuilles A4, des résumés de ces chapitres. C'est une sorte de journal quotidien de l'abbaye, une méditation par jour, sur un mot, un concept, une phrase de l'évangile, de la Bible ou de la règle de saint Benoît, longuement commentée, une sourate du Coran, un apophtegme des pères du désert.
Ces chapitres de Tibhirine constituent aussi une source de réflexion sur les liens entre l'islam et le christianisme. Au Moyen Âge, des moines (Pierre le Vénérable et Hermann le Dalmate) avaient traduit le Coran et collecté des textes musulmans : c'est le Corpus de Tolède. Mais peu de religieux, avant le XXe siècle, avaient songé à comparer ainsi les deux religions, ni à prier ensemble.

## Dialogue avec les musulmans

### Relations avec le voisinage
Les moines poursuivirent une réflexion et une démarche de réconciliation avec l'Islam, dans la lignée du concile Vatican II concernant le dialogue interreligieux. Ce dialogue avait un sens concret (d'amour en actes et non en paroles) dans la mesure où Christian de Chergé trouvait stériles les débats d'ordre théologique. Ces rencontres se traduisaient donc par le partage d'un morceau de pain, d'un verre d'eau, des soucis quotidiens, partage des récoltes, puisque les parcelles de terrains étaient cultivées aussi par quatre ou cinq associés du village voisin, qui obtenaient ensuite la moitié du produit de la terre.
Les moines entretenaient de bonnes relations avec le voisinage. Ils participaient aux repas de fêtes musulmanes, comme la fin du ramadan. Les villageois eux, s’associaient aux grandes fêtes chrétiennes : un couscous (sans viande) réunissait bien souvent les moines et les habitants du village.

### Ribât-el-Salâm
« Supportez-vous les uns les autres dans la charité ; efforcez-vous de conserver l’unité de l’esprit dans le lien de la paix »
— Saint Paul, Épître aux Éphésiens, 4:3
Un projet original s'est développé au monastère. Souvent y avaient lieu les réunions amicales de prière et de partage spirituel du groupe Ribât al-Salâm ou « Lien de la paix » composé de chrétiens et de musulmans soufis alawis. Ce groupe avait été fondé en 1979 par Claude Rault, père blanc, évêque du Sahara en Algérie de 2004 à 2017, et par Christian de Chergé, prieur du monastère de Tibhirine. Trois moines de Tibhirine font partie de ce groupe qui se réunit deux fois par an à l'hôtellerie : dom Christian, Christophe et Michel, ainsi que des laïcs ou des religieux comme le P. Christian Chessel ou sœur Odette Prévost qui mourront également assassinés.
L'adhésion à ce groupe se faisait en deux étapes, la première étant un temps de partage avec un membre du groupe et la seconde l'acceptation de la candidature par le groupe. L'esprit du groupe était résumé par une citation mise en exergue du bulletin de liaison « Appliquez vous à garder l'unité de l'Esprit par le lien de la paix » (saint Paul, Épître aux Éphésiens, 4:3). La traduction lien de la paix n'est pas exacte ; il s'agit plus exactement du « monastère de la Paix », car le mot « Ribâts » désignait les monastères fortifiés des moines-soldats aux confins des territoires dits « infidèles » de l'islam. Par un retournement sémantique il devenait le symbole de la paix, le lien de la paix.
Tous les six mois, entre deux réunions, les membres du groupe devaient méditer un thème particulier emprunté à l'une des deux religions : action de grâce, dhikr, alliance, épreuve, unité, mort de Jésus, alliance fraternelle, vie spirituelle, chemin de Marie, humilité.
Toute sa vie, le prieur de Tibhirine, Christian de Chergé, cherchera à percer le mystère de la place de l'islam dans l'histoire du salut. Sa vision de l'existence est marquée par l'espérance : après leur mort, les musulmans accèdent, selon lui, à la même joie paradisiaque que les chrétiens.

### Sous le signe de Marie
Marie, la mère de Jésus, est un thème privilégié du dialogue entre chrétiens et musulmans. Les trappistes avaient une affection spéciale pour la Vierge Marie. La prière du soir est traditionnellement close par le Salve Regina. Elle fut sans doute un des thèmes clefs du groupe Ribât-el-Salâm. Frère Christophe écrit dans un de ses poèmes : « Je suis heureux de ton baiser, désiré, ma brûlure et ma joie, et bienheureux de ton Amour, feu et lumière, en Marie, toute paix ». Dans la Bible, le messie est le Prince de la paix, qui viendra de Bethleem. En 1993, lors de l'entrée en force de l'émir, avec un groupe armé, dans le prieuré, Christian de Chergé lui dit qu'ils sont le soir de Noël et fêtent la naissance de Jésus à Bethléem, nuit de paix. L'émir répond en s'excusant « Je ne savais pas » et il s'en va. Les moines célébreront ensuite les vigiles et la messe de minuit.
Marie nous appelle dans le Verbe

et dans l'Esprit nous laisser aller

Dans la Joie du DON

Vers le Père

Vers nos Frères

(Poème de Frère Christophe, 1979)

## Une nuit de Noël
Les violences, liées à la guerre civile algérienne, sont vives dans les années 1990. Des religieux sont enlevés et tués. Les moines choisissent de rester en Algérie, mais fermeront les portes du monastère à 17 h 30. Des groupes armés viennent souvent au dispensaire demander des soins. Durant une nuit de Noël, en 1993 la communauté reçoit la visite du commando de l’émir Sayah Attia, qui vient d’assassiner quelques jours plus tôt, douze ouvriers d'origines yougoslaves, lesquels avaient pris l’habitude de fêter Noël au monastère. Le commando est venu lever l’impôt révolutionnaire et veut aussi emmener frère Luc. Le prieur, frère Christian, refuse en lui expliquant que Noël est une fête chrétienne sacrée et qu'ils ne reçoivent personne. Il lui dit aussi que frère Luc continuera de soigner ceux qui se présenteront au monastère. L’émir repartira dans la montagne sans avoir enlevé personne.
Après cette visite menaçante de ce groupe armé, la majorité des moines désirent quitter la région. Ils s'accordent toutefois une journée de réflexion et de prière avant de prendre une décision. À l'issue de celle-ci, ils choisissent, unanimement, de rester.
Dès lors sans doute, les moines pressentent leur enlèvement.
- Dom Christian de Chergé écrit un texte, qui sera connu plus tard sous le nom de Testament de Christian de Chergé, où il pardonne par avance à son meurtrier[Note 6]. Les autres moines font aussi vœu de donner leur vie. Christian de Chergé prie chaque jour ainsi : « Seigneur, désarme-moi, Seigneur, désarme-les. »[47] Il médite souvent sur ce précepte musulman opposé à la charité chrétienne, de tuer son ennemi (pratiqué par exemple par la secte des nizârites de Hassan ibn al-Sabbah, le « Vieux de la Montagne ») et veut lui trouver « toutes les circonstances atténuantes ».
- Frère Christophe Lebreton, poète, écrit :

« Je te demande en ce jour la grâce de devenir serviteur

et de donner ma vie ici

en rançon pour la paix

en rançon pour la vie

Jésus attire moi en ta joie d'amour crucifié».
- À la même époque le frère Paul Favre-Miville écrit également : « Jusqu'où aller pour sauver sa peau sans risquer de perdre la vie. Un seul connaît le jour et l'heure de notre libération en lui… Soyons disponibles pour qu'il puisse agir en nous, par la prière et la présence aimante à tous nos frères. »
- Frère Luc écrit, lui, ceci : « c'est mystérieux. Pour ma mort, si elle n'est pas violente, je demande qu'on me lise la parabole de l'enfant prodigue et qu'on dise la Prière de Jésus. Et puis, s'il y en a, qu'on me donne un verre de champagne pour dire à-Dieu à ce monde… avant le Vin nouveau » – « Il n’y a pas de vrai amour de Dieu sans consentir sans réserve à la mort… La mort c’est Dieu. » (Lettre du 28 mai 1995)
- Frère Célestin aime citer l'antienne pascale : « Ô Jésus, j’accepte de tout cœur que ta mort se renouvelle, s’accomplisse en moi ; je sais qu’avec toi on remonte de la descente vertigineuse de l’abîme, proclamant au démon sa défaite. » (antienne pascale).
- Frère Michel, en mai 1994, écrit à son cousin : « Martyr, c'est un mot tellement ambigu ici… S'il nous arrive quelque chose — je ne le souhaite pas —, nous voulons le vivre, ici, en solidarité avec tous ces Algériens et Algériennes qui ont déjà payé de leur vie, seulement solidaires de tous ces inconnus, innocents… »[7].

Le père Henri Vergès, leur ami, et sœur Paul-Hélène Saint-Raymond, deux religieux, sont tués en mai 1994, dans la casbah d'Alger. Quelque temps avant leur enlèvement, Christian de Chergé organise un vote à bulletin secret pour savoir s'ils partiraient ou resteraient en Algérie. Les moines décident de rester.

## La mort des moines de Tibhirine
Dans la nuit du 26 au 27 mars 1996, à 1 h 15 du matin, un groupe d'une vingtaine d'individus armés se présente aux portes du monastère. Ils pénètrent de force à l'intérieur et vont vers le cloître où ils enlèvent sept moines. Frère Jean-Pierre et frère Amédée, qui dormaient dans une autre partie du monastère, échappent aux ravisseurs. Le 21 mai, le communiqué no 44, attribué au GIA, annonce : « Nous avons tranché la gorge des sept moines, conformément à nos promesses. » Neuf jours plus tard, le gouvernement algérien annonce la découverte des têtes des moines, retrouvées le 30 mai près de Médéa. Les obsèques ont lieu à l'église Notre-Dame d'Afrique à Alger, le 2 juin 1996. On envisage de les inhumer en Europe. Mais les responsables de l'ordre cistercien insistent pour que l'inhumation ait lieu en Algérie, sur le site où ils ont vécu. Le 4 juin 1996, les sept moines sont enterrés dans le cimetière du monastère de Tibhirine. Les tombes ont été creusées par des voisins,.
Certains estiment que les moines de Tibhirine exilés de France en Algérie vécurent, selon les critères d'un texte chrétien très ancien, l'Homélie de Cambrai, concernant le monachisme irlandais du VIIe siècle, trois types de martyres : l'exil, le travail et l'ascèse quotidienne, et le martyre du sang. Le P. Christian préférait évoquer quant à lui le « martyre d'amour ».

### L'esprit des béatitudes
« Le choix des moines de Tibhirine de servir le « Dieu désarmé » plutôt que le « Dieu des armées » était et demeure une provocation pour tous ceux qui croient au pouvoir des armes » (Henry Quinson).
- La devise de la Trappe de Staouëli, alliée à l'armée française était Ense, cruce, et aratro (devise du colonisateur), par l'épée, la croix & la charrue : les moines de Tibhirine voulaient rompre avec cette devise périmée pour ne garder que la Croix… »[54].
- On trouve dans la vie des moines de l'Atlas une totale cohérence entre leurs écrits, leur foi, leur vie et leur mort. Une doctrine évangélique : face à des siècles de violence, il y a dans les comptes-rendus des chapitres de Tibhirine des 2, 3 et 5 mars 1988, le commentaire de la règle de saint Benoît, 4.29, et le commentaire des préceptes évangéliques de l'Amour des ennemis (« Ne pas rendre le mal pour le mal » ; « À qui te frappe sur une joue, tend l'autre » ; « Inimicos diligere, aimer nos ennemis »), résumés dans l'affirmation de l'esprit des béatitudes : « Heureux les doux, les pacifiques, les artisans de Paix… » L'esprit de non-violence est déjà affirmé dans l'Ancien Testament : Proverbe. 20 ; 22 : « Ne dis pas : je rendrais le mal qu'on m'a fait, espère plutôt dans le Seigneur, il te sauvera », repris par le précepte « À qui te frappe sur une joue, tend l'autre » (Luc, 6:29 et Mt 5:38).
- C'est dans cet esprit de pardon que le prieur du monastère, Christian de Chergé, avait rédigé un testament spirituel, en 1993, quatorze ans après la création du groupe Ribât-el-Salâm : « J’aimerais, le moment venu, avoir ce laps de lucidité qui me permettrait de solliciter le pardon de Dieu et celui de mes frères en humanité, en même temps que de pardonner de tout cœur à qui m’aurait atteint. »

Le pardon du père de Chergé correspond aussi aux plus grandes et plus anciennes exigences du christianisme : « Ainsi tu accorderas les mêmes bienfaits, les mêmes honneurs à l'infidèle, à l'assassin, d'autant plus que lui aussi est un frère pour toi, puisqu'il participe à l'unique nature humaine. Voici, mon fils, un commandement que je te donne : que la miséricorde l'emporte toujours dans ta balance, jusqu'au moment où tu sentiras en toi la miséricorde que Dieu éprouve envers le monde. » (Isaac le Syrien, VIIe siècle).
- Trois semaines avant son enlèvement, lors d'une retraite, Christian de Chergé avait laissé cette consigne : « ne pas tuer soi-même, le temps (les délais de Dieu), la confiance, la mort (banalisation), le pays, l’autre, l’Église. Les cinq piliers de la paix : patience, pauvreté, présence, prière, pardon »[18],[Note 7].

## Depuis 1996

### Écrits des moines
Un groupe de six personnes de l'I.S.T.R. (Institut des Sciences et Théologie des Religions) de Marseille, dont Christian Salenson, s'est constitué à la demande de Dom Barbeau, abbé de l'abbaye d'Aiguebelle, pour étudier les écrits (journaux, écrits, correspondance) des moines de Tibhirine. Il lui consacrent la revue Chemins de Dialogue numéro 27 en 2006, « L'écho de Tibhirine ».

### Le Prieuré Notre-Dame de l'Atlas, transféré au Maroc

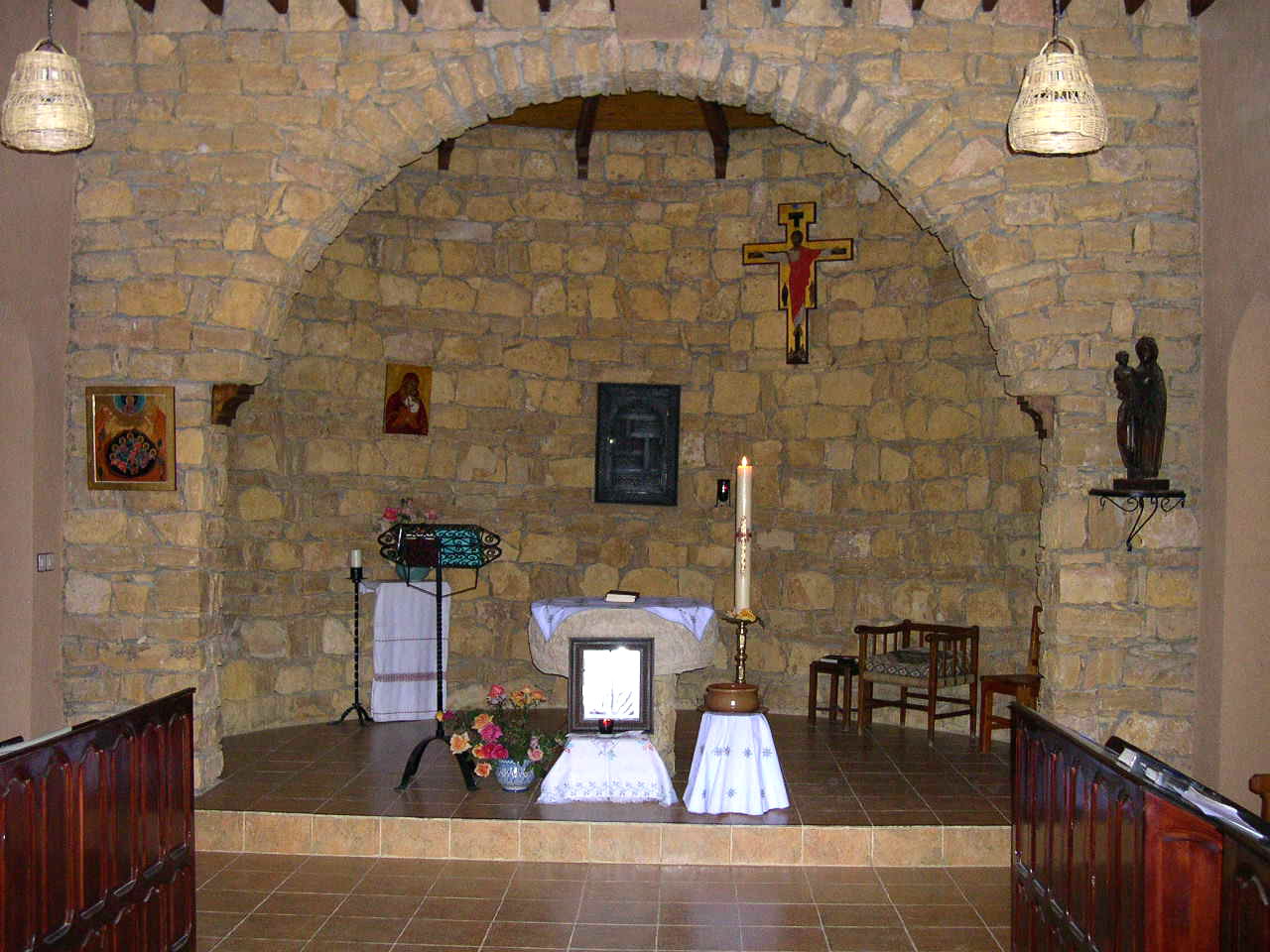
Chœur de la chapelle du prieuré Notre-Dame de l'Atlas à Midelt, Maroc.

Après la mort des sept moines, les frères survivants de Tibhirine, le Père Amédée Noto, et le Père Jean-Pierre Schumacher, se rendent dans le monastère de Fès au Maroc. Le prieuré Notre-Dame de l’Atlas y est transféré le 2 juin 1996. Les moines partiront ensuite, en 2000, à Midelt près d'une communauté de franciscaines missionnaires de Marie. C'est là que le prieuré Notre-Dame de l'Atlas se trouve aujourd'hui. Le supérieur, depuis 1999, en est le père Jean-Pierre Flachaire. La chapelle de l'abbaye est désormais précédée d’un oratoire mémorial des frères de Tibhirine. C'est aujourd’hui le seul monastère cistercien du Maghreb,,,. Grâce à l'arrivée de 2 nouveaux frères en 2013, la communauté refleurit (6 frères actuellement).
Le prieuré Notre-Dame de l’Atlas de Midelt abrite aussi, depuis juillet 2010, les reliques du père Albert Peyriguère, ermite au Maroc. Elles ont été transférées d’El Kbab (province de Khénifra, Maroc), où il avait été inhumé, à Midelt.

### Oratoire de Tibhirine

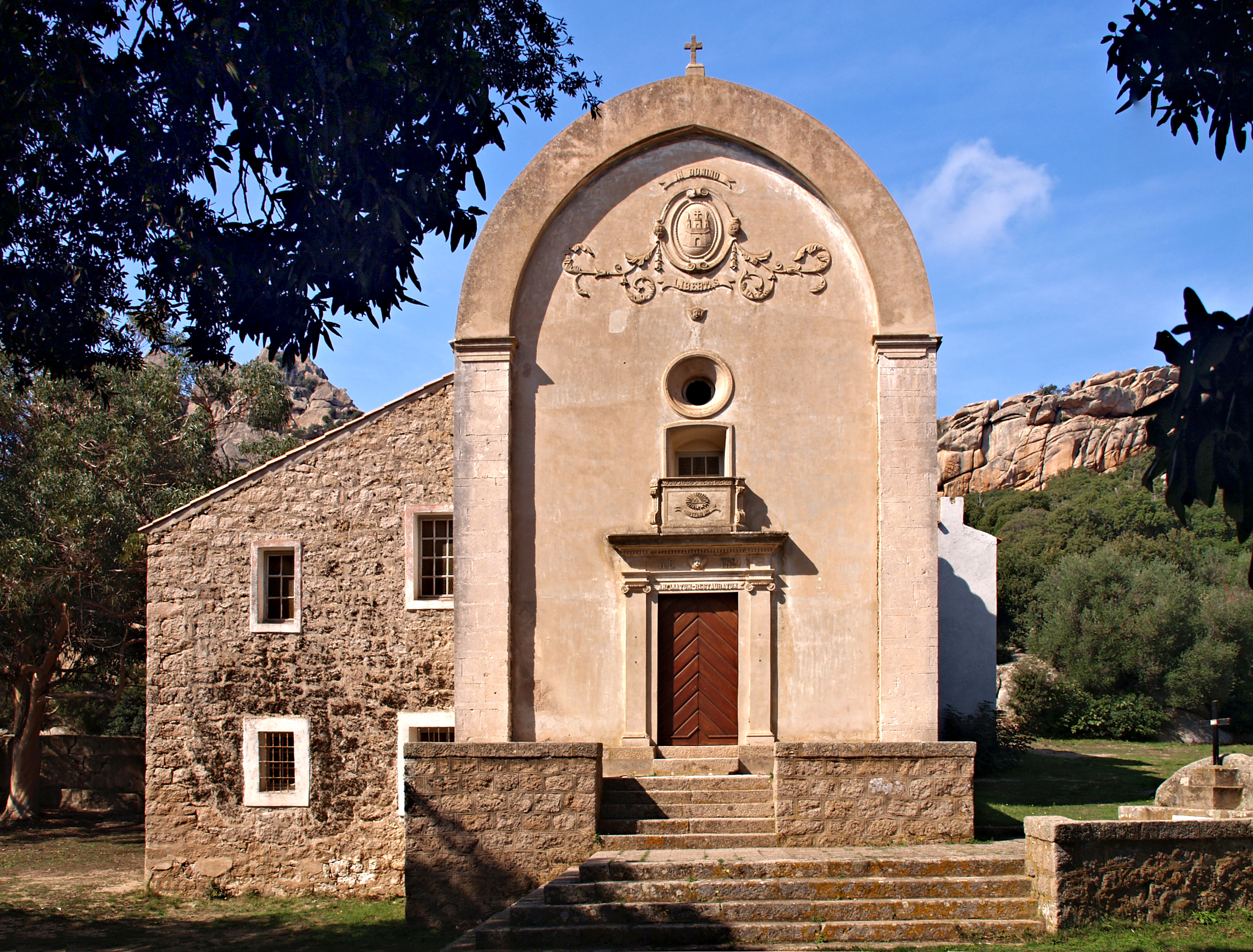
L'oratoire.

Un mémorial leur est consacré à l'abbaye Notre-Dame d'Aiguebelle (France). Un autre oratoire que celui de Midelt est situé en Corse à 8 km de Bonifacio, près de grottes et situé à 200 m d'altitude, en un lieu fréquenté par des anachorètes depuis le Ve siècle : dans un ancien ermitage dit « ermitage de la Trinité » capucin, l'oratoire Notre-Dame de Tibhirine et sous la protection de la première Vierge portant le nom de « Notre-Dame de Tibhirine » (reproduisant celle de la cour de l'hôtellerie du monastère de Tibhirine, qui provenait de la Trappe Notre-Dame de Staouëli), sculptée par Gérard Artufel, et du troisième et dernier exemplaire de la Croix-Icône de Tibhirine écrite en 1986 par sœur Françoise, ermite ardéchoise, à la demande de Christian de Chergé Un oratoire et tabernacle dans l'hôtellerie de l'abbaye de Tamié, composé d'un tabernacle entouré de sept pierres du monastère primitif du XIIe siècle, gravées d'inscriptions en grec et hébreu, tabernacle en cube de fer portant l'inscription « Vraiment il est ressuscité » écrite en arabe, et figurant sur la croix du monastère de Tibhirine, leur est également dédié.

### Sur les lieux du monastère de Tibhirine

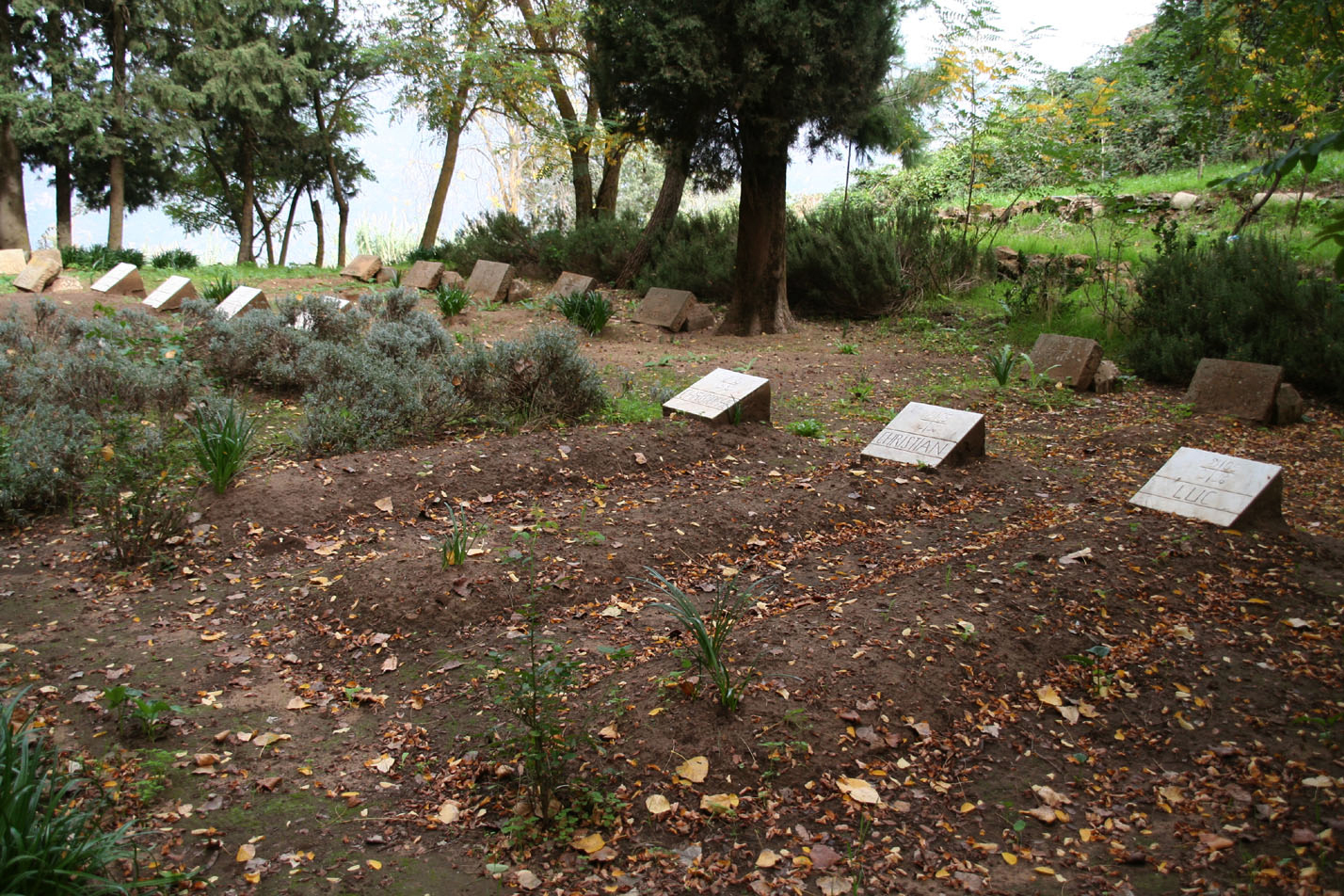
Le cimetière du monastère de Tibhirine.

Des moines ont essayé de revenir dans le monastère de Tibhirine, mais sans succès. En 1998-2000, six moines cisterciens, venus de plusieurs trappes du monde entier, se sont réunis à Alger dans l'espoir de pouvoir s'installer à Tibhirine. Mais la situation qui restait tendue dans la région a dissuadé l'ordre cistercien de tenter l'expérience,.
En 2010, l'accès au village de Tibhirine est encore entravé par de multiples barrages tenus par des militaires. L'état d'urgence est en effet toujours en vigueur en Algérie. Installées à Alger à la demande de Mgr Henri Teissier, ancien évêque d'Alger, trois sœurs de la famille monastique de Bethléem se rendent régulièrement à Tibhirine, et contribuent à l'entretien du monastère. Un prêtre d'Alger, le père Jean-Marie Lassausse, prêtre de la Mission de France, ingénieur agronome, vient, sous escorte policière, deux fois par semaine au monastère, célébrer la messe et assister les jardiniers,.
Une partie du monastère a été refaite, et les fenêtres sont neuves. Le verger de 2 500 arbres fruitiers et le potager sont entretenus par Youssef et Samir, les amis du frère Christophe, qui s'occupait des travaux agricoles. Les fruits et légumes récoltés sont vendus au marché de Médéa, ce qui permet d'entretenir les lieux et de payer deux ouvriers. La bergerie est remplie de moutons et de brebis, une trentaine en tout. Dans le dispensaire où frère Luc soignait les malades, des jeunes filles et des femmes du village font de la broderie. Sœur Bertha, fille de la Charité d'origine mexicaine, vend deux fois par mois leurs ouvrages à Alger. L’association des « Amis de Tibhirine » aide à la réalisation de petits projets, comme l’achat d'un fourneau à gaz,.
Sous un arbre, les tombes des sept moines sont placées sous sept pierres de marbre blanc. Ce cimetière fut visité par Nicolas Sarkozy en 2006 et par le cardinal Philippe Barbarin en 2007. Une grande mosquée a été construite juste en face du monastère.
En 2018, c'est le prêtre-ouvrier Jean-Marie Lassausse, d'origine lorraine, qui est responsable du lieu. Les habitants de la commune ainsi que l'Église de France souhaitaient voir revenir une communauté religieuse. Depuis le 15 août 2016, c'est le Chemin Neuf qui s'est vu confier le monastère.

### Tableau chronologique
| Date             | Évenement |
| ---------------- | --- |
| 23 mars 1934     | Premiers essais Ouled Trift (Alger). |
| 23 mars 1935     | Transfert à Ben-Chicao (Alger). |
| 1938             | Changement de maison mère : Aiguebelle au lieu de Rajhenburg. |
| 7 mars 1938      | Transfert à Tibhirine. |
| 24 décembre 1938 | Érection canonique de la maison. |
| 28 janvier 1947  | Érection du noviciat. |
| 26 septembre     | Érection en abbaye. |
| 10 octobre       | Élection du premier abbé de N.D. de l'Atlas. |
| 1950             | Bénédiction de la nouvelle chapelle provisoire par le père abbé général D. Dominique Nogues.                                                                                      |
| 1962             | Après l'indépendance de l'Algérie, suppression décidé par le chapitre, mais non approuvée par le Saint-Siège. La communauté est maintenue par un apport de religieux de Timadeuc. |
| 1964             | Les autorités algériennes autorisent les moines à rester, à condition qu'ils ne soient pas plus de douze.                                                                         |
| 1984             | Les moines renoncent au statut d'abbaye pour devenir un prieuré autonome. |
| mars-avril 1996  | Enlèvement et mort de sept moines du prieuré. |
| juin 1996        | Transfert du prieuré de l'Atlas à Fès. |

### Sur la Trappe de l'Atlas
- Guillaume de Chergé, "Un signe sur la montagne. Tibhirine et l'histoire de l'Algérie", Ed. Baudelaire, 2024
- P. Duvollet, « Visages et Paysages d'Algérie et du Sahara » dans Alger et sa banlieue, Volume XX, Médéa et Tibirine, l'abbaye N.-D. de l'Atlas, Collection Afrique du Nord.
- Claude Mouton-Raimbault, Notre-Dame de l'Atlas – De l'Algérie française, à la recherche de l'unité perdue, éditions Gandini, 1985, réédition 2004 (livre antérieur à l'assassinat des moines).
- Claude Garda, « Les monastères d'Algérie. 2e partie : Notre-Dame de l'Atlas, à Tibharine », dans Nouvelles de Notre-Dame de Santa Cruz (abbaye de Ligugé), no 13, octobre-décembre 1995, p. 8-17 ; reproduit dans Collectanea Cisterciensia, t. 58, 1996, p. 208-213.

### Écrits des Moines de l'Atlas
- Christophe Lebreton, Le souffle du don : journal de Frère Christophe, moine de Tibhirine, 8 août 1993 - 19 mars 1996, éd. Bayard-Centurion, 1999, 203 pages.
- Christophe Lebreton, Aime jusqu'au bout du feu : Cent poèmes de vérité et de vie, éd. Monte-Cristo, 1997.
- Christophe Lebreton, Priez 15 jours avec Christophe Lebreton, moine, prêtre, martyr de Tibhirine, présenté par Henry Quinson.
- Christophe Lebreton, Adorateurs dans le souffle, éditions de Bellefontaine, coll. « Tibhirine présences et paroles », 2009  (ISBN 978-2-85589-550-5).
- Christian de Chergé, Dieu pour tout jour, Chapitres de Père Christian de Chergé, éditions de Bellefontaine, coll. « Tibhirine présences et paroles », 2009, 620 pages  (ISBN 978-2-902935-48-2).
- Christian de Chergé, L'autre que nous attendons, Homélies du Père Christian de Chergé (1970-1996), éditions de Bellefontaine, coll. « Tibhirine présences et paroles », 2009, 583 pages  (ISBN 978-2-902935-70-3).
- Christian de Chergé, L'invincible espérance, éd. Bayard/Centurion, 1997, textes du P. de Chergé réunis par Bruno Chenu, assomptionniste.
- Mohamed Balhi, Tibhirine : L'enlèvement des Moines, 2002, 183 pages, Éditions Dar al Farabi.
- Bruno Chenu, Sept vies pour Dieu et pour l’Algérie, avec la collaboration amicale des moines de Tamié et de Bellefontaine, Bayard/Centurion, 1996.
- Mireille Duteil, Les martyrs de Tibhirine, Brepols, 1996, 206 pages.
- René Guitton, Si nous nous taisons : le martyre des moines de Tibhirine, éd. Calmann-Lévy, 2001, 234 pages.
- Henry Gravrand, « Mémorial » de l'abbaye d'Aiguebelle, — leur maison-mère — aux Frères moines de N.-D. de l'Atlas, Collectanea cisterciensia,  (ISSN 0378-4916), 1996, vol. 58, no 4, p. 336-351.
- Jean-Pierre Flachaire, « Notre-Dame de l’Atlas, une présence de Visitation », dans Collectanea Cisterciensia, 2005/3, p. 197-206.
- Jean-Pierre Flachaire, Itinéraire spirituel de Frère Christophe, moine de Tibhérine (Arccis).
- Jean-Pierre Flachaire, Tibhirine…, Fès…, Midelt… (Arccis).
- Christophe Henning, Petite vie des moines de Tibhirine, Desclée de Brouwer.
- John Kiser, Passion pour l’Algérie : Les moines de Tibhirine, traduction Henry Quinson, Éditions « Nouvelle Cité », 2006, 512 p.  (ISBN 978-2-85313-498-9). Présentation en ligne sur Nouvelle Cité, présentation en ligne sur bibliomonde.com.
- Rachid Koraichi, John Berger, Les Sept Dormants : sept livres en hommage aux 7 moines de Tibhirine, Actes Sud, 2004, 483 pages.
- Jean-Marie Lassausse (père), Le jardinier de Tibhirine, avec la collaboration de Christophe Henning, Bayard, Montrouge (Hauts-de-Seine), collection « Spiritualité », septembre 2010.
- Robert Masson, Tibhirine : les veilleurs de l'Atlas, Le Cerf, Saint-Augustin.
- Robert Masson, Jusqu'au bout de la nuit : l'église d'Algérie.
- Raymond Mengus, Un signe sur la montagne. Les survivants de Tibhirine, éditions Salvator  (ISBN 978-2-7067-0534-2).
- Raymond Mengus, « Notre-Dame de l'Atlas vit au Maroc », Nouvelle revue théologique  (ISSN 0029-4845), 2008, vol. 130, no 4, p. 792-801.
- Marie-Dominique Minassian, frère Christophe Lebreton, éditions de Bellefontaine, coll. « Tibhirine, présences et paroles », 2009, 221 p.  (ISBN 978-2-85589-550-5).
- Bernardo Oliveiro, Jusqu'où suivre ? Les martyrs de l'Atlas, Le Cerf, coll. « Paroles et Silence ».
- Henry Quinson, Secret des hommes, secret des dieux, Préface de Xavier Beauvois, Presses de la Renaissance, prix Spiritualités d'aujourd'hui 2011.
- Henry Quinson, L'islam au miroir de Tibhirine. Aperçu sur Google Livres.
- Marie-Christine Ray, Christian de Chergé, prieur de Tibhirine, 2e édition, Albin Michel, 2010.
- Christian Salenson, Christian de Chergé, une théologie de l'espérance, Bayard/Chemins de dialogue, 2009, 253 p.
- Christian Salenson, Le Verbe s'est fait frère. Christian de Chergé et le dialogue islamo-chrétien, Christian Salenson (dir.), Bayard, 2010, 156 p.
- Sherman, Le huitième mort de Tibhirine, éd. Tatamis, 2007, éd. Lazhari Labter, Alger.
- Armand Veilleux, « Le témoignage des Martyrs de Tibhirine » dans Spiritus, a Journal of Christian Spirituality, I, 2001, no 2, p. 205-216. Article traduit également en anglais, espagnol, italien, 2001 : bibliographie.
- L. Wehbel, abbaye de Latroun, À mes frères de l'Atlas : Témoignage d'un moine arabe. Article INIST, Collectanea cisterciensia, 1996, vol. 58, no 3, p. 217-223.

Musique et œuvres théâtrales
- Chant Grégorien Tibhirine 10e Anniversaire, Chœur des moines de l'abbaye Notre-Dame d'Aiguebelle. Chants polyphoniques et grégoriens Philippe Lenoble (dir.).
- Un oratorio composé par Dominique Joubert, « Les Sept Dormants », est dédié aux moines de Tibhirine. Créé en mai 2009 sous la direction musicale de Bruno Delaigue, il inscrit le récit de leur vie et de leur fin tragique dans la culture contemporaine ([lire en ligne]). Diocèse de Grenoble Vienne : Tibhrine et les sept dormants – site de L'Oratorio des Sept Dormants).
- Un spectacle fut aussi écrit par Dominique Davin : Tibhirine, de l'Amour dans l'air (Compagnie de la Licorne de Brume) ([PDF]Tibhirine, de l'Amour dans l'air (Compagnie de la Licorne de Brume)).

## Vidéos et films

### Sur le monastère
- Diaporama sonore : La vie à Tibhirine aujourd'hui, visite guidée avec le Père Jean-Marie Lassausse, jardinier du monastère.
- Diaporama : 49 photos sur le monastère de Tibhirine.
- Diaporama du monastère.
- Vues intérieures.
- Diaporama (7 min).
- Vidéo INA : sept moines trappistes enlevés en Algérie.
- Frère Jean-Pierre : la Croix de Tibhirine (entretien de frère Jean-Pierre, un des rescapés du monastère, réalisé par l’équipe du SDAV avec l’association Chemins de Dialogue en avril 2004 à Midelt).

### Sur les moines
- Le Testament de Tibhirine, d'Emmanuel Audrain, documentaire sorti en 2006, 52 min.
- Des hommes et des dieux, fiction de Xavier Beauvois.
- Silvère Lang, « Frère Luc, Moine de Tibhirine », sur 26 min, INA et Jour du Seigneur (consulté le 14 octobre 2010) et abbaye Ubexy. Extraits de l'introduction faite par Pierre Laurent, neveu de frère Luc.
- Pierre Mathiote et Hocine Saadi, « Célestin, Moine de Tibhirine », sur 90 minutes, KTO, 2002-2003.
- J.C. Gerguy, « Frère Christophe Le Breton Martyr, extrait du film original, l’abbaye de Notre-Dame des Dombes au temps des moines au-delà de la fiction », Archives des Dombes, 1987.
- Gilles Cayatte et Jean Chichizola, « Le Jardin des Pierres de Tibhirine », sur France 5, France 5 ; France Télévisions/Alegria Productions, Collection « Documentaire »., 2010 (consulté le 12 septembre 2010). À visionner ici lejourduseigneur.com.
- Aubin Hellot et Lizette Lemoine, Notre-Dame de l'Atlas ou la joie retrouvée[63], KTO, La Huit Production, 2014 : https://www.youtube.com/watch?v=3j6NsO9rcj4&t=704s.